# Forcipata
Forcipata  (лат.) — род цикадок из отряда полужесткокрылых.

## Описание
Цикадки длиной около 4 мм. Стройные, жёлтые или сероватые. На осоках и злаках. Надкрылья длинные и узкие. В СССР 4 вида, в Палеарктике 6 видов.
- Forcipata citrinella (Zetterstedt, 1828)
- Forcipata euxina Gnezdilov, 2000
- Forcipata flava Vidano, 1965
- Forcipata forcipata (Flor, 1861)
- Forcipata major (Wagner, 1947)
- Forcipata obtusa Vidano, 1965